# Moimenta da Beira
Moimenta da Beira és un municipi portuguès, situat al districte de Viseu, a la regió del Nord i a la Subregió del Douro. L'any 2001 tenia 11.084 habitants. Es divideix en 20 freguesies. Limita al nord-est amb Tabuaço, al sud-est amb Sernancelhe, al sud amb Sátão, a l'oest amb Vila Nova de Paiva i Tarouca i al nord-oest amb Armamar.

## Població
| Població del concelho de Moimenta da Beira (1801 – 2004) | Població del concelho de Moimenta da Beira (1801 – 2004) | Població del concelho de Moimenta da Beira (1801 – 2004) | Població del concelho de Moimenta da Beira (1801 – 2004) | Població del concelho de Moimenta da Beira (1801 – 2004) | Població del concelho de Moimenta da Beira (1801 – 2004) | Població del concelho de Moimenta da Beira (1801 – 2004) | Població del concelho de Moimenta da Beira (1801 – 2004) | Població del concelho de Moimenta da Beira (1801 – 2004) |
| -------------------------------------------------------- | -------------------------------------------------------- | -------------------------------------------------------- | -------------------------------------------------------- | -------------------------------------------------------- | -------------------------------------------------------- | -------------------------------------------------------- | -------------------------------------------------------- | -------------------------------------------------------- |
| 1801                                                     | 1849                                                     | 1900                                                     | 1930                                                     | 1960                                                     | 1981                                                     | 1991                                                     | 2001                                                     | 2004                                                     |
| 1747                                                     | 6851                                                     | 14555                                                    | 13578                                                    | 15272                                                    | 12809                                                    | 12317                                                    | 11074                                                    | 11053                                                    |

## Freguesies
- Aldeia de Nacomba
- Alvite
- Arcozelos
- Ariz
- Baldos
- Cabaços
- Caria
- Castelo
- Leomil
- Moimenta da Beira
- Nagosa
- Paradinha
- Passô
- Pêra Velha
- Peva
- Rua
- Sarzedo
- Segões
- Sever
- Vilar